# Svartby, Örnsköldsvik

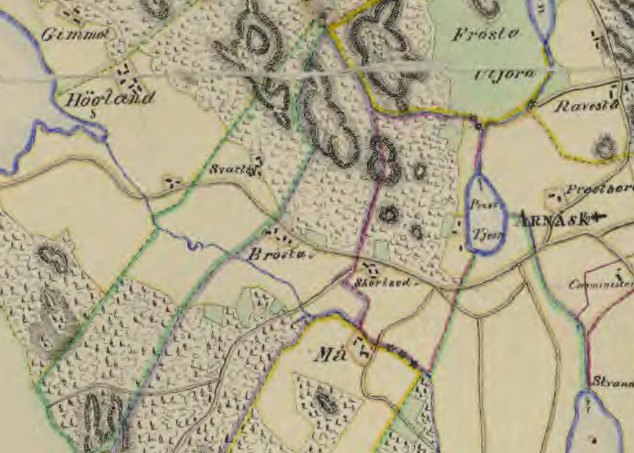
Svartby på en karta över Arnäs socken från 1851. Byn ligger vid den gamla kustlandsvägen mellan Högland och Brösta. E4 går numera i området mellan Skortsed och Må.

Svartby är en gammal by i Arnäs socken som ursprungligen bestod av främst åkermark och skog. På 1950-60 talet började det byggas villaområden vilket är grunden till dagens Svartby som utgör en del av Örnsköldsviks tätort. I de delar som ligger längs den korsande Måsån har det byggts industri- och handelsområde från och med 1970-talet. Svartby ligger mellan Högland i väster och Brösta i öster. Som bostadsområde omfattar Svartby i stort sett Svartbyvägen och området däromkring. Den gamla kustlandsvägen (ursprungligen benämnd  Norrstigen) gick förr genom byn via Nygård, nuvarande Svartbyvägen, till byn Brösta där den fortsatte norrut längs norrlandskusten.